# Padilla ngeroka
Padilla ngeroka là một loài nhện trong họ Salticidae.
Loài này thuộc chi Padilla. Padilla ngeroka được Daniela Andriamalala miêu tả năm 2007.